# Karima Zoubir
Karima Zoubir, née à Casablanca en 1979, est une scénariste et réalisatrice marocaine.

## Biographie
Après des études de droit à l’université Hassan II de Casablanca, Karima Zoubir obtient une licence en droit privé en 2002. En 2005, elle est diplômée d'une licence en audiovisuel à la faculté Ben M'Sik. Elle participe au Berlin Talent Campus en 2007 et profite des programmes ouverts par l’Euromed pour se former à l’écriture documentaire et à la production.

## Carrière professionnelle
En novembre 2005, à l'initiative du Marrakech Tribeca Filmmakers Exchanges, Karima Zoubir est sélectionnée pour participer avec huit jeunes réalisateurs marocains et huit jeunes réalisateurs américains à une master class dirigée par le cinéaste américain Martin Scorsese et son homologue iranien Abbas Kiarostami. 
La Femme à la caméra, premier long de la réalisatrice est récompensé du Prix Ulysse lors du 35e Festival du Cinéma Méditerranéen de Montpellier (Cinemed) en 2013. Le documentaire relate le combat de Khadija , une jeune femme divorcée décidant de faire fi des conventions familiales en travaillant comme camérawoman pour des mariages. Le projet s'ancre dans la volonté de promouvoir et de redéfinir le rôle de la femme dans la société marocaine,. 
D'autres prix internationaux ont depuis récompensé le film tel le Puma Creative Catalyst Award lors du Durban FilmMart, le WorldView Award à l'International Documentary Film Festival d'Amsterdam ou le prix Human Rights Award à l'International Documentary Festival d'Agadir.

## Filmographie
- 2013 : La Femme à la caméra, Les Films de demain

## Distinctions
- 2013 : prix Ulysse pour La Femme à la caméra au 35e Cinemed, Festival du cinéma méditerranéen de Montpellier, France
- 2014 : prix du premier film pour La Femme à la caméra, Festival International Jean Rouch, Paris, France[9]
- 2014 : prix à la Diffusion Rai 3 pour La Femme à la caméra, Primed - Prix international du documentaire et du reportage méditerranéen, Marseille, France
- 2014 : Puma Creative Catalyst Award pour La Femme à la caméra, Durban FilmMart, Afrique du Sud
- 2014 : WorldView Award pour La Femme à la caméra, International Documentary Film Festival Amsterdam (IDFA), Amsterdam, Pays-Bas
- 2014 : Human Rights Award pour La Femme à la caméra, International Documentary Festival in Agadir, Agadir, Maroc